# Kosakenfriedhof in der Peggetz

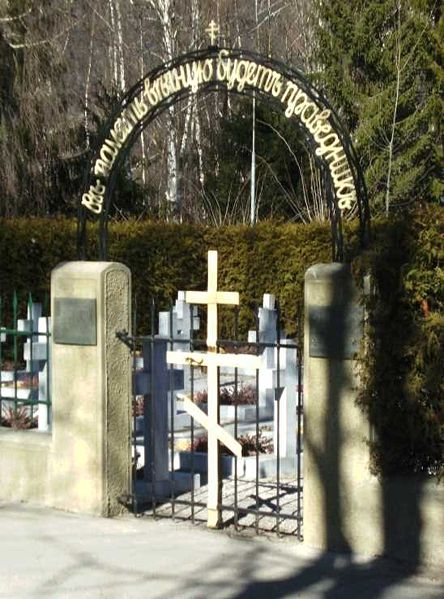
Eingang zum Kosakenfriedhof. Auf dem Torbogen steht: „Der Gerechte wird nimmermehr vergessen.“ (= Psalm 112.6).

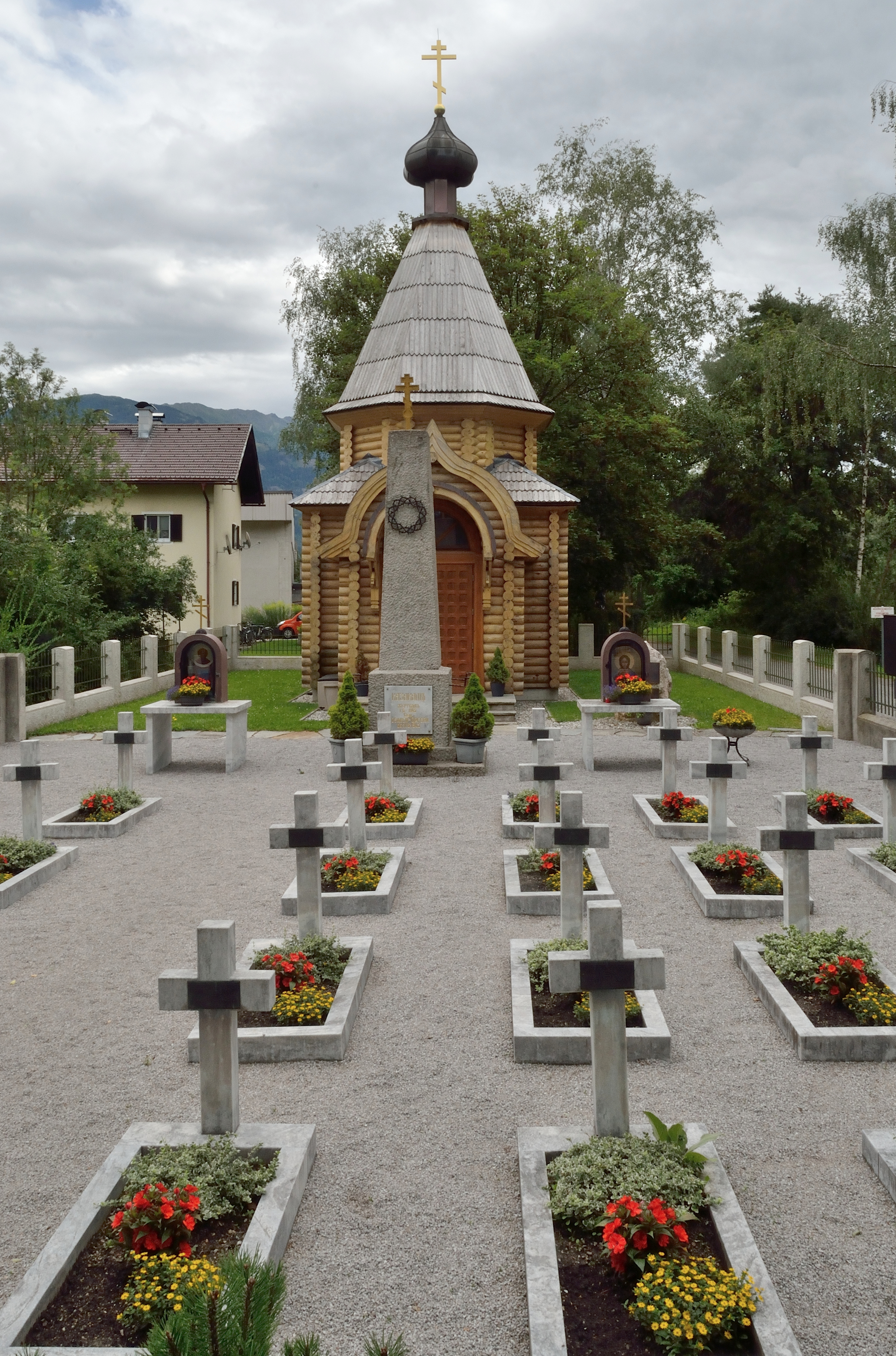
Gräberfeld mit Obelisk und Kapelle

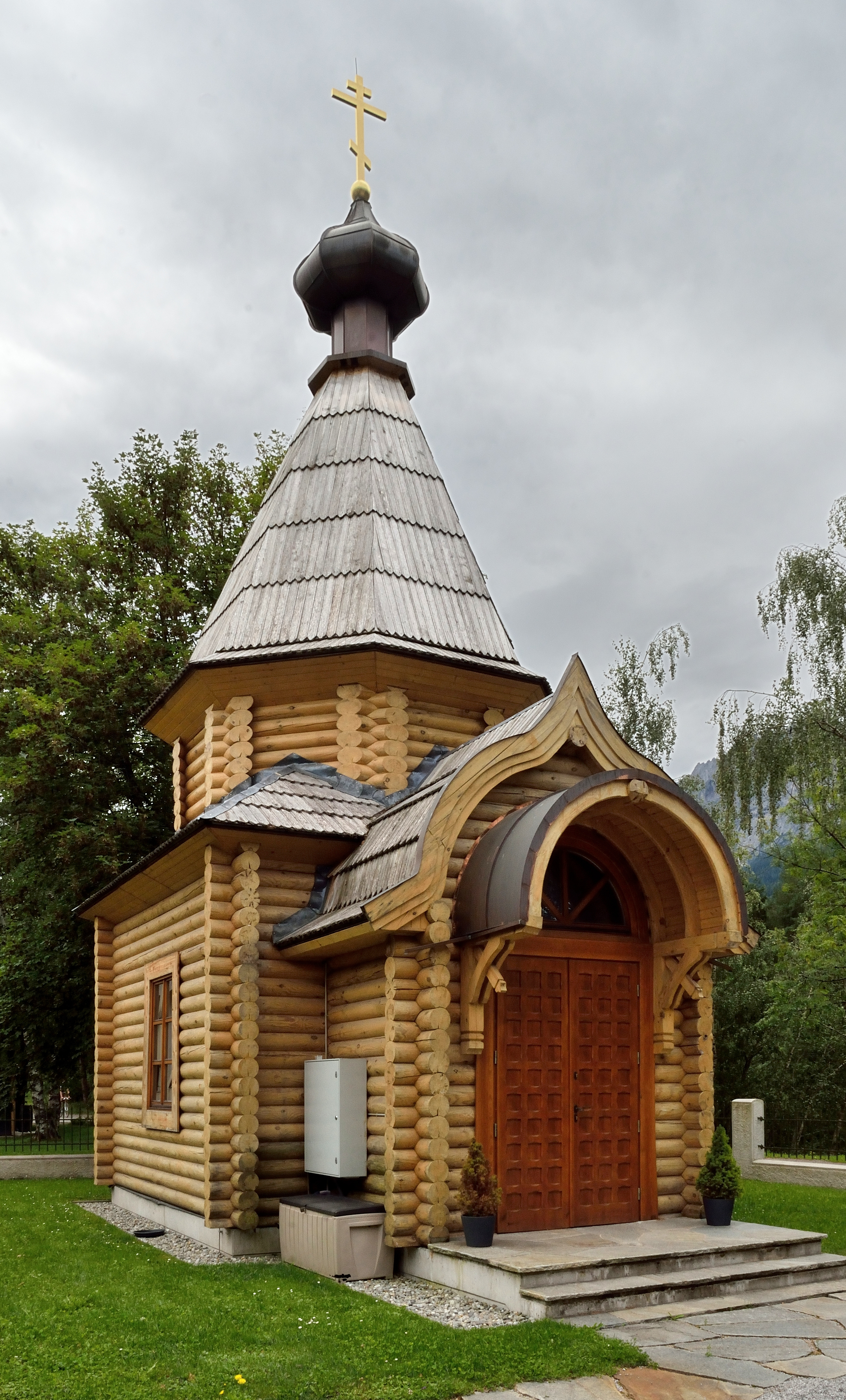
Kapelle

Der Kosakenfriedhof in der Peggetz befindet sich im Lienzer Ortsteil Peggetz in Österreich. Er wurde ab 1945 in der Folge der Lienzer Kosakentragödie errichtet. In 28 Gräbern birgt er etwa 300 Kosaken. Der Friedhof steht unter Denkmalschutz (Listeneintrag).

## Geschichte
Auf diesem Friedhof  sind Kosaken begraben, die in einem Feldlager am nördlichen Ufer der Drau bei Lienz in Osttirol im Frühjahr 1945 gestorben sind, als das Kosakenlager von der britischen Armee geräumt wurde (die Kosaken sollten in Judenburg an die Rote Armee übergeben werden). In 28 Gräbern liegen dort etwa 300 Kosaken. Es handelte sich um militärische Einheiten und ihren Tross, die vor den Tito-Partisanen aus dem nördlichen Jugoslawien über Italien nach Österreich geflohen waren.
Bereits im Juni 1945 wurden die Gräber angelegt. In den folgenden Jahren wurden die Grabstellen eingefasst, Grabkreuze (aus hellem geädertem Marmor) aufgestellt und das ganze Areal eingezäunt. Außerdem wurde ein Gedenkobelisk errichtet (mit orthodoxem Kreuz auf der Spitze und Dornenkrone mittig auf der westlichen Seitenfläche). Links und rechts des Gedenkobelisken stehen auf zwei marmornen Tischaltären verglaste Ikonenkästen, im linken Ikonenkasten befindet sich eine Marienikone, im rechten die Ikone des Pantokrator-Christus. In den 1960er Jahren gab es Pläne, zusätzlich eine Kapelle zu errichten, dieses Vorhaben wurde vorerst wieder aufgegeben. Im Jahr 2015 wurde eine kleine Holzkapelle im orthodoxen Stil errichtet.

### Hintergrund
Die Kosaken hatten auf der Seite der Wehrmacht auf dem Balkan als Besatzungstruppe gegen die Widerstandsbewegungen gekämpft und wurden, nachdem sie nach Österreich geflohen waren, von britischen Armeestellen entwaffnet und zwangsweise an die Rote Armee ausgeliefert, was als Lienzer Kosakentragödie bekannt wurde.
Nach Ansicht von Harald Stadler  wurden diese Ereignisse in Österreich zur geschichtspolitischen Neujustierung von Siegern und Besiegten benutzt, indem Briten zu „Tätern“ stilisiert wurden.

### Gedenkfeiern
Alljährlich treffen sich am ersten Wochenende im Juni ein Gedenk-Verein, Vertreter einer Soldatenkameradschaft und Einheimische am Kosakenfriedhof im Lienzer Ortsteil Peggetz, um der Ereignisse zu gedenken. Das Österreichische Schwarze Kreuz betreut den Friedhof.